# Job Cohen
Marius Job Cohen (ur. 18 października 1947 w Haarlemie) – holenderski polityk, prawnik i nauczyciel akademicki, burmistrz Amsterdamu (2001–2010), poseł do Tweede Kamer, w okresie 2010–2012 lider Partii Pracy (PvdA).

## Życiorys
Job Cohen urodził się w 1947 w Haarlemie w rodzinie żydowskich liberałów. W latach 1960–1966 uczęszczał do gimnazjum w Haarlemie. Następnie studiował prawo na Uniwersytecie w Groningen, które ukończył w 1971. W następnych roku ożenił się, ma syna i córkę.
Po zakończeniu studiów podjął pracę naukową na Uniwersytecie w Lejdzie (1971–1981), na którym doktoryzował się w 1981. W tym samym roku rozpoczął pracę na Maastricht University. W 1983 objął na tej uczelni stanowisko profesora. Od 1 stycznia 1991 do 2 lipca 1993 był rektorem tego uniwersytetu.
1 września 1967, w wieku 20 lat, wstąpił do Partii Pracy. 2 lipca 1993 objął stanowisko sekretarza stanu ds. edukacji w trzecim gabinecie premiera Ruuda Lubbersa. Zajmował je przez rok do 22 sierpnia 1994. Od 1 stycznia 1995 do 3 sierpnia 1998 ponownie pełnił funkcję rektora Maastricht University. 13 czerwca 1995 został wybrany w skład Eerste Kamer, w wyższe izbie Stanów Generalnych zasiadał do 3 sierpnia 1998, od 1996 przewodniczący w nim frakcji PvdA. Od lutego 1998 był pełniącym obowiązki dyrektora nadawcy telewizyjnego VPRO. W sierpniu 1998 zrezygnował z zajmowanych stanowisk, by objąć funkcję sekretarza stanu ds. sprawiedliwości w drugim gabinecie rządzie Wima Koka. Odpowiadał w nim za sprawy imigracji. Urząd zajmował do 1 stycznia 2001.
15 stycznia 2001 został powołany (przez rząd w imieniu monarchy) na burmistrza Amsterdamu. W kwietniu 2001, po wejściu w życie stosownego prawa, został pierwszym urzędnikiem publicznym, który udzielił ślubu parze homoseksualnej. W listopadzie 2004, po zabójstwie reżysera Theo van Gogha przez islamskiego radykała, przewodził społecznym protestom w Amsterdamie, wzywając mieszkańców do tolerancji i jedności. W 2005 za swoje działanie otrzymał od tygodnika „Time” tytuł „European Heroe”. W czasie wyborów parlamentarnych w styczniu 2003 był kandydatem PvdA na stanowisko premiera, jednak zwycięstwo odniósł wówczas Apel Chrześcijańsko-Demokratyczny. Jako burmistrz podejmował działania mające na celu ograniczenie liczby agencji towarzyskich i coffee shops w mieście.
Stanowisko burmistrza Amsterdamu zajmował do 12 marca 2010. 25 kwietnia 2010 został nowym liderem politycznym Partii Pracy i lijsttrekkerem (liderem listy wyborczej) w wyborach parlamentarnych przewidzianych na czerwiec 2010. Zmiana na stanowisku lidera socjaldemokratów była spowodowana rezygnacją dotychczasowego przewodniczącego Woutera Bosa po wcześniejszym wycofaniu się Partii Pracy z koalicji rządowej w lutym 2010. W wyborach uzyskał mandat posła do Tweede Kamer, po czym stanął na czele klubu deputowanych PvdA. 20 lutego 2012 Job Cohen ustąpił ze stanowiska, a kilka dni później zrezygnował z zasiadania w parlamencie. W marcu 2012 nowym liderem PvdA został Diederik Samsom.
W 2013 powierzono mu funkcję prezesa organizacji gospodarczej Cedris. W 2014 powrócił także do działalności dydaktycznej na Uniwersytecie w Lejdzie.
Odznaczony Orderem Lwa Niderlandzkiego III klasy (1994) oraz Orderem Oranje-Nassau V klasy (2003).